# Трубка (дайвінг)

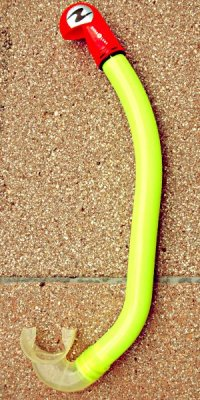
Трубка для підводного плавання

Дихальна трубка, шноркель (від нім. Schnorchel — трубка) — одна з частин спорядження для підводного плавання. Призначена для полегшення плавання в приповерхневих шарах води без необхідності піднімати голову для вдиху.
Навіть на 25 сантиметровій глибині дихання вже істотно ускладнено, тому трубки не роблять особливо довгими. Трубки для підводного плавання не виготовляються довшими 400 мм і діаметром більше ніж 20 мм
У трубки дві основні частини: це загубник і, власне, трубка. У верхній частині трубки може розташовуватися хвилевідбійник — насадка, яка запобігає захлисненню води й потраплянню бризок в трубку або інше пристосування, що не дозволяє потрапляти воді в трубку при зануренні.

## Вибір трубки
- Загубник виконується з м'якого силікона, який без утруднень дозволяє утримувати трубку в роті. Іноді загубники зроблені з термопластичного полімеру, після нагріву якого можна зубами надати індивідуальну форму, відповідну прикусу водолаза, для зручності та надійної фіксації в роті. Загубник може бути створений як для конкретної моделі трубки, так і типовим, ідентичним загубнику для легеневих автоматів дайверів.
- Довжина трубок і їх діаметр можуть бути різними. Чим довше трубка, тим менше вона заливається водою і бризками, але тим більший об'єм води треба видувати з неї при виринанні.
- Дослідження показують, що трубки овального перерізу менше вібрують у воді й зменшують опір у воді при плаванні.
- Великий діаметр трубки забезпечує менший опір потоку повітря, але збільшує об'єм води, який треба видувати, крім того, великий обсяг трубки збільшує мертвий об'єм (частина обсягу, яка залишається в трубці й легенях з великим вмістом вуглекислого газу). Тому оптимальними слід вважати довжину трубки близько 40 см (від вигину до верхнього зрізу) і діаметр близько 2,5 см.
- Для аквалангістів зручні трубки з гнучкими сегментами, що дозволяють швидко перемикатися з апарату на трубку.
- Дуже часто в нижній або середній частині трубки розміщують спеціальні клапани, що випускають воду і повітря з трубки, але не впускають їх назад. Такий клапан значно знижує тиск, необхідний для продування трубки.
- Клапан з кулькою, розміщений на вершині трубки, перешкоджає проникненню води в трубку при пірнанні або хвилюванні. Але в клапан можуть потрапляти піщинки або водорості, що порушує нормальну роботу клапана.
- Трубка повинна мати спеціальну систему кріплень у вигляді пластикового затиску або гумового кільця для кріплення до маски. Це особливо актуально для аквалангістів, тому що відсутність кріплення може привести до втрати трубки. Без такого кріплення трубку найчастіше протягують під ремінець маски.
- Колір трубки визначається тільки смаком власника, але корисно, щоб трубка або самий її кінчик були яскравого кольору (зазвичай червоного). Яскравий колір необхідний для поліпшення помітності водолаза на воді.
- Для підводного полювання випускають трубки темних кольорів. Вони гнучкі по всій довжині для запобігання застрягання при полюванні в корчах, очеретах та інших важкодоступних місцях.